# Enya (álbum)
Enya (luego reeditado como The Celts en 1992) es el primer álbum independiente de la artista irlandesa Enya. La BBC encargó a Enya la composición de una banda sonora para una serie documental que estaba preparando sobre la vida de los celtas titulada The Celts (‘Los Celtas’); la composición, que llevó a Eithne diez meses de trabajo en 1986, gustó tanto a la BBC que esa empresa se decidió a publicar con su propio sello discográfico una selección de la música como disco independiente en 1987, antes incluso de que la serie se emitiera, titulando el trabajo como Enya publicado el 4 de marzo de 1987. Posteriormente llegó a los Estados Unidos gracias a Atlantic Records. En 1992, Warner Music reeditó el álbum modificándolo levemente, llevando desde entonces el mismo título que el documental, The Celts. Así, el CD no volvió a aparecer con su título original.
En 1996, Enya se preparó para demandar al grupo The Fugees por infringir sus derechos de autor al utilizar sin su autorización la canción "Boadicea", además de no darle créditos por ello. Al comprender que The Fugees no eran "gangsta rappers", se canceló el proceso, mas se agregó el nombre de Enya a los créditos del álbum The Score, del ya nombrado grupo. Mario Winans también utilizó "Boadicea" para su canción "I Don't Wanna Know" (2004). Se dice que el productor P. Diddy se comunicó personalmente con Enya para conseguir tal autorización, además de otorgarle el 60 por ciento de las ganancias. También su nombre se consideró en la mencionada canción ("Mario Winans presentando a Enya y P. Diddy"), que se tornó un éxito, colocando su nombre en segunda posición del ranking "Hot R&B/Hip-Hop Singles & Tracks" en 2004. La canción "Boadicea" fue también utilizada en la película "Sleepwalkers" (1992).y además de ser la música de fondo del intro del capítulo "Polvo y cenizas" de la temporada 2 de la serie norteamericana "Mentes Criminales"
El disco compacto contiene sólo una parte de la música utilizada para la serie televisiva. En 2005, otra melodía de la serie llegó al mercardo, "The Spaghetti Western Theme (From The Celts)", que apareció en el sencillo "Amarantine", en memoria de uno de los productores de la serie.

## Lista de temas
| N.º | Tema                                       | Duración |
| --- | ------------------------------------------ | -------- |
| 1.  | "The Celts"                                | 2:58     |
| 2.  | "Aldebaran"                                | 3:05     |
| 3.  | "I Want Tomorrow"                          | 4:02     |
| 4.  | "March Of The Celts"                       | 3:17     |
| 5.  | "Deireadh An Tuath"                        | 1:44     |
| 6.  | "The Sun In The Stream"                    | 2:55     |
| 7.  | "To Go Beyond (Part 1)"                    | 1:22     |
| 8.  | "Fairytale"                                | 3:03     |
| 9.  | "Epona"                                    | 1:37     |
| 10. | "Triad: St. Patrick · Cú Chulainn · Oisin" | 4:25     |
| 11. | "Portrait"                                 | 1:23     |
| 12. | "Boadicea"                                 | 3:32     |
| 13. | "Bard Dance"                               | 1:23     |
| 14. | "Dan Y Dŵr"                                | 1:41     |
| 15. | "To Go Beyond (Part 2)"                    | 3:00     |

En la edición de 1992 se sustituye el tema Portrait —originalmente con una duración de 1:23— por una versión de 3:10, retitulada Portrait (Out Of The Blue), adaptación del tema cuya versión extendida apareció previamente en el EP de Enya, 6 Tracks.

## Músicos principales
- Enya — Piano, Sintetizador Voz
- Patrick Halling — Violín en To Go Beyond (Part 2)
- Arty McGlynn — Guitarra eléctrica en I Want Tomorrow
- Liam O'Flynn — gaita irlandesa en The Sun In The Stream

## Producción
- Publicado por Aigle Music.
- Letra de “I Want Tomorrow” y “Dan y Dŵr” escrita por Roma Ryan.
- Letras de “The Celts”, “March Of The Celts”, “Aldebaran” y “Deireadh An Tuath” escritas por Enya y Roma Ryan.
- Letra de “St. Patrick” es tradicional.

- Enya: voces, piano, Juno 60, Yamaha DX7, Emulator II y Kurzweil.
- Música arreglada por Enya y Nicky Ryan.
- Grabado en el estudio “Woodlands” de BBC Enterprises, Londres, y en el estudio “Aigle”, Dublín.
- Productor: Nicky Ryan.
- Productor ejecutivo: Bruce Talbot.
- Ingenieros: Nigel Read, Nicky Ryan.
- Diseño de carátula y Dirección de Arte: Mario Moscardini.
- Fotografía: Martyn J. Adleman.
- Remasterizado por San Feldman en los estudios “Atlantic”, Nueva York.
- Saxófono: Per Sundberg

## Lista de éxitos y certificaciones

### Lista de éxitos
Álbum
| Año  | Lista                   | Posición |
| ---- | ----------------------- | -------- |
| 1987 | UK Album Chart          | 69       |
| 1990 | Top New Age Albums (US) | 13       |

### Certificaciones y ventas
| Lista              | Certificaciones | Ventas    |
| ------------------ | --------------- | --------- |
| United States RIAA | Platinum        | 1.200.000 |

- Ventas mundiales: 2,85 millones.[3][4]

## Traducción al castellano de los títulos
Álbum: The Celts (Los Celtas)
1. "The Celts" (Los Celtas)
2. "Aldebaran" (Aldebarán - El Seguidor) *Nombre de la estrella roja de la constelación de Tauro que seguían los celtas.
3. "I Want Tomorrow" (Quiero un Mañana)
4. "March of the Celts" (Marcha de los Celtas)
5. "Deireadh An Tuath" (El Fin de la Tribu)
6. "The Sun in the Stream" (El Sol en el Riachuelo)
7. "To Go Beyond" (Ir Más Allá) *Se refiere a cruzar el Océano Atlántico por los vikingos.
8. "Fairytale" (Cuento de Hadas)
9. "Epona" (Epona) *La diosa de los caballos.
10. "Triad: St. Patrick, Cú Chulainn, Oisin" (Triada: San Patricio, El Sabueso de Cullan, Oisin) *Se refiere a mitologías celtas.
11. "Portrait (Out of the Blue)" (Retrato (De Repente))
12. "Boadicea" (Boudicca - La Victoriosa) *Es una heroína celta, reina de la tribu Iceni.
13. "Bard Dance" (Danza Barda)
14. "Dan Y Dŵr" (Bajo las Aguas)